# Waios Karajanis
Waios Karajanis (gr. Βάιος Καραγιάννης, ur. 25 czerwca 1968 w Karditsie) – grecki piłkarz grający na pozycji obrońcy.

## Kariera klubowa
Karierę piłkarską Karajanis rozpoczął w klubie Anagennisi Karditsa. W 1983 roku zadebiutował w jego barwach w trzeciej lidze greckiej. Po sezonie gry w Anagennisi przeszedł do pierwszoligowego AEK-u Ateny. W 1992 roku wywalczył z nim swoje pierwsze w karierze mistrzostwo Grecji, a w latach 1993–1995 dwukrotnie z rzędu obronił z AEK-iem tytuł mistrzowski. W 1996 i 1997 roku zdobył z AEK-iem Puchar Grecji. Natomiast w latach 1996, 1997, 1999 zostawał wicemistrzem kraju. W sezonie 2001/2002 nie rozegrał żadnego spotkania w lidze i odszedł do Poseidonu Pireus. W 2003 roku wrócił do Anagennisi Karditsa, w którym grał do zakończenia swojej kariery, czyli do 2006 roku.
| Sezon   | Klub                | Kraj   | Rozgrywki     | Mecze | Bramki |
| ------- | ------------------- | ------ | ------------- | ----- | ------ |
| 1989/90 | Anagennisi Karditsa | Grecja | Gamma Ethniki | ?     | ?      |
| 1990/91 | AEK Ateny           | Grecja | Alpha Ethniki | 23    | 0      |
| 1991/92 | AEK Ateny           | Grecja | Alpha Ethniki | 30    | 0      |
| 1992/93 | AEK Ateny           | Grecja | Alpha Ethniki | 26    | 0      |
| 1993/94 | AEK Ateny           | Grecja | Alpha Ethniki | 25    | 0      |
| 1994/95 | AEK Ateny           | Grecja | Alpha Ethniki | 18    | 0      |
| 1995/96 | AEK Ateny           | Grecja | Alpha Ethniki | 16    | 0      |
| 1996/97 | AEK Ateny           | Grecja | Alpha Ethniki | 14    | 0      |
| 1997/98 | AEK Ateny           | Grecja | Alpha Ethniki | 17    | 0      |
| 1998/99 | AEK Ateny           | Grecja | Alpha Ethniki | 7     | 0      |
| 1999/00 | AEK Ateny           | Grecja | Alpha Ethniki | 12    | 0      |
| 2000/01 | AEK Ateny           | Grecja | Alpha Ethniki | 7     | 0      |
| 2001/02 | AEK Ateny           | Grecja | Alpha Ethniki | 0     | 0      |
| 2002/03 | Poseidon Pireus     | Grecja | Gamma Ethniki | 24    | 1      |
| 2003/04 | Anagennisi Karditsa | Grecja | Gamma Ethniki | ?     | ?      |
| 2004/05 | Anagennisi Karditsa | Grecja | Gamma Ethniki | 18    | 1      |
| 2005/06 | Anagennisi Karditsa | Grecja | Gamma Ethniki | 2     | 0      |

## Kariera reprezentacyjna
W reprezentacji Grecji zadebiutował 12 lutego 1992 roku w wygranym 1:0 towarzyskim spotkaniu z Rumunią. W 1994 roku został powołany przez selekcjonera Alkietasa Panaguliasa do kadry na Mistrzostwa Świata w USA. Tam wystąpił we dwóch spotkaniach: przegranych 0:4 z Bułgarią i 0:2 z Nigerią. Do 1994 roku rozegrał w kadrze narodowej 10 meczów.